# Harold Raggatt

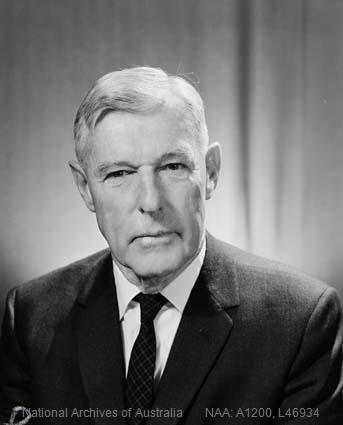
Harold Raggatt, Regierungsfoto von 1964

Sir Harold George Raggatt (geboren 25. Januar 1900 in Sydney, Australien; gestorben 2. November 1968 in Hughes, Canberra) war ein australischer Geologe. Er gilt als Pionier der Erdölbohrungen in Australien.
Nach seinem Studium der Geologie an der Universität von Sydney trat Raggatt 1939 in den öffentlichen Dienst ein. Von 1951 bis 1965 leitete er das Department of National Development (Ministerium für nationale Entwicklung). Auf seine Idee ging die moderne Kartografierung Australiens durch Piloten der australischen Luftwaffe zurück. Neben seinem Engagement für die Erschließung von Erdöl sorgte er unter anderem 1960 für die Aufhebung eines Ausfuhrverbots für australisches Eisenerz.
1954 wurde er zum Commander of the Order of the British Empire (CBE) und 1963 zum Knight Bachelor ernannt.

## Erdöl
Anfang des 20. Jahrhunderts begann man, in Australien nach geologischen Formationen zu suchen, die auf Erdölvorkommen hinwiesen. Noch Mitte der 1930er Jahre gab es aber keine Funde. 1934 setzte sich Raggatt im Dienst des Bundesstaats New South Wales für eine Wiederaufnahme der Bohrversuche ein, die aber ebenso erfolglos blieben. Die mit geringen öffentlichen Geldern ausgestattete Oil Search Ltd. ging wenig später bankrott. Den nächsten Anlauf startete Raggatt nach dem Zweiten Weltkrieg und der Kapitulation Japans. Ihm fielen bei einer Reise in die USA 1945 starke geologische Ähnlichkeiten zwischen den dortigen Ölfeldern und Gebieten im Westen Australiens auf. 1948 bewegte er die australische Regierung zu einer Finanzierung von Bohrversuchen im Golf von Exmouth im Westen des Kontinents über fünf Jahre. Er brachte die Ampol Petroleum Ltd. ins Spiel, die sich die Bohrrechte auf einem Gebiet von 400.000 Quadratkilometern sicherte. 1951 stieg der kalifornische Ölkonzern Caltex ein. Ein 45 Meter hoher Bohrturm kam per Schiff über den Pazifik und wurde anschließend mit Lastkraftwagen durch die Wüste ans Ziel gebracht. Im September 1953 stieß das Team um Raggatt nach zweimonatigem Bohren erstmals in Australien auf Öl. Man hatte mit einer Bohrtiefe von 3 Kilometern gerechnet, fand aber Öl zwischen zwei Sedimentschichten schon in 1,2 km Tiefe. Die New York Times berichtete am 21. Dezember 1953 davon und erwähnte neben Raggatt auch den Amerikanischen Geologen Frederick Gardner Clapp (1879–1944):
„Nach fünfzig Jahren der Suche und Kosten von 15 Millionen Australischen Pfund stieß Australien auf Erdöl unter rotem Staub und Spinifex-Pflanzen an einem einsamen Ort mit dem Namen Rough Range, 650 Meilen (1.000 km) nördlich von Perth, der Hauptstadt von West-Australien.

Der Bohrturm befindet sich an der südwestlichen Ecke einer 200.000 Acres (80.000 Hektar) großen Ranch mit Schafen an der Westküste des Exmouth Golfs. Die Eigentümer der Ranch werden nicht direkt von dem Ölfund profitieren.“
Durch die Förderung von 3600 Litern Rohöl pro Stunde begann Australiens Aufstieg zu einer Industrienation.